# Borów (Mazovie)
Pour les articles homonymes, voir Borów.
Borów (prononciation : [ˈbɔruf]) est un village polonais de la gmina de Kazanów dans le powiat de Zwoleń de la voïvodie de Mazovie dans le centre-est de la Pologne.
Il se situe à environ 5 kilomètres au sud-ouest de Kazanów (siège de la gmina), 18 kilomètres au sud-ouest de Zwoleń (siège du powiat) et 111 kilomètres au sud de Varsovie (capitale de la Pologne).

## Histoire
De 1975 à 1998, le village appartenait administrativement à la voïvodie de Radom.